# Hôtel à cochons
Un hôtel à cochons, parfois appelé gigaporcherie ou ferme-usine, est une ferme d'élevage intensif développée en Chine et pouvant contenir des centaines de milliers de cochons et produire plus de 50 000 tonnes de viande par an.

## Description
L'hôtel se présente sous forme de tour à plusieurs étages, les cochons ne quittent pas leur étage dans un souci d'isolation pour se prémunir contre des contaminations possibles de type grippe porcine.